# Índia nos Jogos Olímpicos de Verão de 1932
A Índia participou dos Jogos Olímpicos de Verão de 1932 na cidade de Los Angeles, nos Estados Unidos.

## Medalistas

### Ouro
- Richard Allen, Muhammad Aslam, Lal Bokhari, Frank Brewin, Richard Carr, Dhyan Chand, Leslie Hammond, Arthur Hind, Sayed Jaffar, Masud Minhas, Broome Pinniger, Gurmit Singh Kullar, Roop Singh, William Sullivan, e Carlyle Tapsell - Hóquei sobre a grama masculino.